# Oryzias javanicus
Oryzias javanicus là một loài cá trong họ Adrianichthyidae. Nó sống ở Thái Lan, Malaysia, Singapore, và Indonesia, nó có thể được nhìn thấy trong ao, mương, kênh, rạch.